# Tarzans geheimer Schatz
Tarzans geheimer Schatz (Originaltitel: Tarzan’s Secret Treasure) ist ein US-amerikanischer Abenteuerfilm von Richard Thorpe aus dem Jahr 1941. Grundlage für das Drehbuch waren die Tarzan-Romane von Edgar Rice Burroughs. Uraufgeführt wurde der Film am 1. Dezember 1941. In Deutschland wurde der Film erstmals am 4. August 1961 in den Kinos gezeigt.

## Handlung
Boy, der adoptierte Sohn von Tarzan und Jane, findet in einem Fluss Goldstücke. Jane erzählt ihm daraufhin über die Zivilisation, was ihn neugierig macht. Mit seinem kleinen Elefanten Buli und der Schimpansin Cheetah macht sich Boy auf den Weg nachzuforschen. Auf seiner Reise trifft er auf den Eingeborenenjungen Tumbo. Beide können einem rasenden Nashorn entkommen. In Tumbos Dorf stirbt die Mutter des Jungen an einem Fieber. Als die Stammeskrieger den weißen Jungen entdecken, glauben sie, er sei der Auslöser des tödlichen Fiebers und wollen ihn töten.
In diesem Augenblick erreicht ein Lkw mit bewaffneten Männern das Dorf, die Boy befreien. Es kommt zu einem Kampf, in den Tarzan eingreift, der seinen Sohn sucht. Die Männer gehören zu einer wissenschaftlichen Expedition unter der Leitung von Professor Elliott, der auf der Suche nach einem alten Stamm ist. Auf dem Weg zum Baumhaus von Tarzan und Jane zeigt Boy zwei Wissenschaftlern, Vandermeer und Medford, ein Goldstück und teilt ihnen mit, dass in dem Fluss noch mehr davon sei.
Am Abend führt der Fotograf der Expedition O’Doul einen Film über Flugzeuge vor. Boy ist davon begeistert, Medford verspricht ihm einen Flug, wenn er ihm das Gold zeige. Der Professor greift ein, weil er die Heimat von Tarzan, Jane und Boy nicht vernichten will. Am nächsten Morgen führt Boy Vandermeer und Medford zu der Fundstelle. Er erzählt ihnen, dass sein Vater einen Berg voller Gold kenne. Tarzan und Jane kommen zum Fluss, Tarzan fordert die Männer auf zu gehen.
Im Camp verspricht Elliott, bald wieder abzureisen. O’Doul erkrankt am Fieber, wird aber durch Tarzans Dschungelmedizin gesund. Auch Boy und der Professor erkranken. Medford zerstört Elliotts Medizinflasche, als auch er im Fieberwahn zusammenbricht. Er teilt Jane mit, dass sich bessere Medizin im Hauptcamp befinde. Tarzan will die Kranken nicht verlassen, wird aber doch von Jane und Medford davon überzeugt, die Medizin zu holen. Als Tarzan zurückkommt, erzählt ihm Medford, der Professor sei gestorben, Jane und Boy befinden sich in einem Versteck und würden freigelassen werden, wenn Tarzan ihm den Goldberg zeige. Tarzan führt ihn hin, Medford teilt ihm mit, wo sich seine Familie befindet. Als Tarzan jedoch mit einem Schwung an einer Liane losziehen will, schießt Medford auf ihn.
Im Camp gibt O’Doul vor, Partner von Medford und Vandermeer werden zu wollen. Sie wollen auf dem Rückweg das gefährliche Stammesgebiet der Jaconi durchqueren. Tumbo und Cheetah haben versucht, Tarzan heimlich zu folgen. Sie versuchen O’Douls Aufmerksamkeit zu erregen. Zusammen können sie wegschleichen und suchen Tarzan. Medford und seine Gruppe werden derweil von den Jaconi angegriffen. Die Träger werden getötet, Medford und die anderen Überlebenden von ihnen gefangen genommen.
O’Doul und Tumbo finden den bewusstlosen Tarzan. Als der erwacht, erzählt ihm der Fotograf, wo er Jane und Boy finden kann. Tarzan eilt zu den Jaconi, die mit ihren Gefangenen mit Kanus über den Fluss geflüchtet sind. Tarzan erreicht die Eingeborenen und lässt ein Kanu kentern. Er kämpft mit einem Krokodil, das seinen ins Wasser gefallenen Sohn angreift. Tarzan ruft eine Elefantenherde herbei, die die Jaconi in die Flucht schlagen. Das Kanu von Medford und Vandermeer kentert, beide werden von einem Krokodil getötet. Mit Boy und der geretteten Jane kehrt Tarzan zurück in sein Baumhaus. Dort übergibt er O’Doul, der wieder in seine Heimat zurückwill, einen Gürtel, der mit Gold gefüllt ist.

## Hintergrund
Der fünfte Tarzan-Film mit Johnny Weissmüller und Maureen O’Sullivan wurde unter anderem in Florida gedreht.
Barry Fitzgerald, ein geborener Ire, gewann 1945 einen Oscar als bester Nebendarsteller. Philip Dorn war gebürtiger Holländer, der in den 1930er Jahren als Frits van Dongen auch in deutschen Filmen mitspielte.
Richard Thorpe inszenierte zum dritten Mal einen Tarzan-Film mit Weissmüller. Ein Jahr später drehte er einen vierten und damit letzten Film dieser Reihe. Weitere Mitglieder der Filmcrew waren der Ausstatter Edwin B. Willis, der später acht Oscars gewinnen sollte, der Art-Director Cedric Gibbons, der elf Mal mit dem Oscar bedacht wurde, Toningenieur Douglas Shearer, der sieben Mal den Oscar gewann, Spezialeffekt-Designer Warren Newcombe (später zwei Oscars) sowie Kameramann Clyde De Vinna, der schon 1930 einen Oscar gewonnen hatte.

## Kritiken
Für das Lexikon des internationalen Films war der Film ein „[n]aives Abenteuer der ‚Tarzan‘-Serie mit der üblichen Trennung von Gut und Böse“. Der Film liefere dem Zuschauer „mit den bekannten Urwald-Späßen und einigen Tierszenen […] anspruchslose Unterhaltung“. Cinema bezeichnete Tarzans geheimer Schatz schlicht als „Mittelmaß“.

## Synchronisation
Die deutsche Synchronfassung entstand 1981 im Auftrag des ZDF bei der Arena Synchron GmbH Berlin unter der Synchronregie und nach dem Dialogbuch von Franz-Otto Krüger.
| Rolle         | Darsteller         | Synchronsprecher        |
| ------------- | ------------------ | ----------------------- |
| Tarzan        | Johnny Weissmüller | Wolfgang Pampel         |
| Jane          | Maureen O’Sullivan | Almut Eggert            |
| Boy           | Johnny Sheffield   | René Thamke             |
| Prof. Elliott | Reginald Owen      | Friedrich W. Bauschulte |
| O’Doul        | Barry Fitzgerald   | Wolfgang Völz           |
| Medford       | Tom Conway         | Randolf Kronberg        |
| Vandermeer    | Philip Dorn        | Friedhelm Ptok          |
| Tumbo         | Cordell Hickman    | Patric Tavanti          |